# Cornelius von Danckelmann
Johann Wilhelm Franz Cornelius Reichsfreiherr von Danckelmann (* 9. Oktober 1789 in Lodersleben; † 12. September 1859 in Olmütz) war österreichischer Generalmajor.

## Leben
Er stammte aus der in den Freiherrenstand erhobenen Adelsfamilie von Danckelmann auf Lodersleben und ist der Sohn des preußischen Regierungsrats und Erb-, Lehn- und Gerichtsherrn auf Lodersleben Ludwig Philipp Gottlob Freiherr von Danckelmann und seiner zweiten Ehefrau Cornelia Helena geb. Baumgardt. Unter seinen zahlreichen adligen Paten sind auch einige bürgerliche Personen aus Haarlem (Niederlande), London (Großbritannien) und Kalkutta (Indien) zu finden, die jedoch persönlich, auf Grund der langen Reisezeit, nicht anwesend sein konnten. Im Gegensatz zu seinen Eltern und Stiefgeschwistern trat er nicht in den Staatsdienst, sondern ging zum Militär, wo er in der österreichischen Armee bis zum Generalmajor befördert wurde. Als Oberst war er von 1831 bis 1838 Regimentskommandant im k.u.k. Galizischen Ulanen-Regiment „Ritter von Brudermann“ Nr. 1.
1826 heiratete er Katharina von Bartenstein. Aus dieser Ehe ging der 1830 geborene Sohn Cornelius hervor, der als k. und k. Rittmeister a. D. in Olmütz lebte.